# Odong Latek
Justine Odong Latek var en brigadier i Ugandas regeringsarmé Uganda National Liberation Army (UNLA) som, efter att Yoweri Musevenis National Resistance Army (NRA) hade segrat i inbördeskriget 1986, bildade sin egen rebellarmé Uganda People's Democratic Army (UPDA) innan han anslöt sig till Herrens motståndsarmé. Det finns inte mycket tillförlitlig information tillgänglig om hans verksamhet som rebelledare. 20 augusti 1986 inledde UPDA attacker mot NRA-enheter i Acholiland. UPDA lyckades dock inte överta kontrollen över befolkningscentrumen från NRA. 
Efter ett möte 21 mars 1987 med NRA flög general Salim Saleh till UPDA:s bas och mötte Latek, som sägs ha givit sitt stöd till fredsavtalet. I maj ersatte dock UPDA Latek med Angelo Okello, som hade varit befälhavare för UPDA:s division ett i Gulu. Okello undertecknade ett fredsavtal 3 juni 1988. Enligt vad en tillfångatagen befälhavare från Herrens motståndsarmé (LRA) berättat träffade Latek i september 1987 LRA:s ledare Joseph Kony, som utsåg Latek till högste militäre befälhavare. En rapport från 1997 hävdar att Latek och flera enheter ur UPDA som var lojala med honom inte deltog i fredssamtal på inrådan av UPDA:s politiska gren i London.
Enligt rapporter dödades Latek av NRA-styrkor när han var i  Nyono Hills 1989.